# Hazelwood (Derbyshire)
Hazelwood è un villaggio e parrocchia civile dell'Inghilterra, appartenente alla contea del Derbyshire.